# Elvira Fölzer

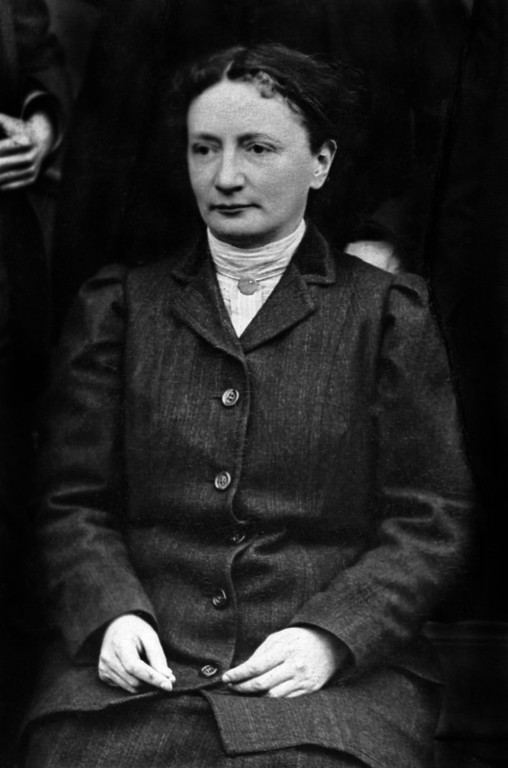
Elvira Fölzer, 1909

Elvira Luise Helene Fölzer (* 26. Juni 1868 in Wandsbek; † 5. Juli 1937 in Köln-Bayenthal) war eine deutsche Klassische Archäologin.

## Leben und Leistungen
Elvira Fölzer wurde in eine großbürgerliche Hamburger Kaufmannsfamilie geboren. Ihr Vater hatte gute Beziehungen nach Südamerika, insbesondere nach Brasilien, woher möglicherweise auch die Mutter stammte. Elvira Fölzer besuchte die höhere Töchterschule. Als gegen Ende des 19. Jahrhunderts in Deutschland auch Frauen das Abitur ablegen konnten, erwarb sie 1899 im Alter von 31 Jahren am Städtischen Gymnasium in Dresden-Neustadt die Berechtigung zum Hochschulstudium. Danach begann sie Klassische Archäologie, Klassische Philologie und Kunstgeschichte an den Universitäten Leipzig, Freiburg und Bonn zu studieren. Am 25. Juni 1906 erfolgte die Promotion bei Georg Loeschcke, der als einer der wenigen deutschen Professoren für Klassische Archäologie auch Frauen akzeptierte und neben Fölzer auch Margarete Bieber, Charlotte Fränkel, Margret Heinemann und Viktoria von Lieres und Wilkau promovierte. Thema von Fölzers Dissertation war Die Hydria. Ein Beitrag zur griechischen Vasenkunde. Der Antrag auf das Reisestipendium des Deutschen Archäologischen Instituts (DAI) wurde aufgrund von Fölzers Alter zweimal abschlägig entschieden. Kein Hindernis war nach Diskussionen jedoch ihr Geschlecht, obwohl sie die erste Frau war, die sich je für ein Reisestipendium bewarb. Ein Jahr später bekam es mit Carola Barth erstmals eine Frau zugesprochen. Im Sommer 1907 wurde sie wissenschaftliche Hilfsarbeiterin am Provinzialmuseum Trier. Hier wechselte sie von der Erforschung der griechischen zur römischen Keramik. Sie wurde für sechs Arbeitsstunden täglich mit 150 Reichsmark entlohnt. Ein Anrecht auf eine spätere Festanstellung erwuchs aus ihrem Arbeitsvertrag nicht. 1910 übernahm sie zudem eine Anstellung als Kunstlehrerin an einer höheren Töchterschule und hielt zudem Vortragskurse zur antiken Kunst und Kultur für Damen.

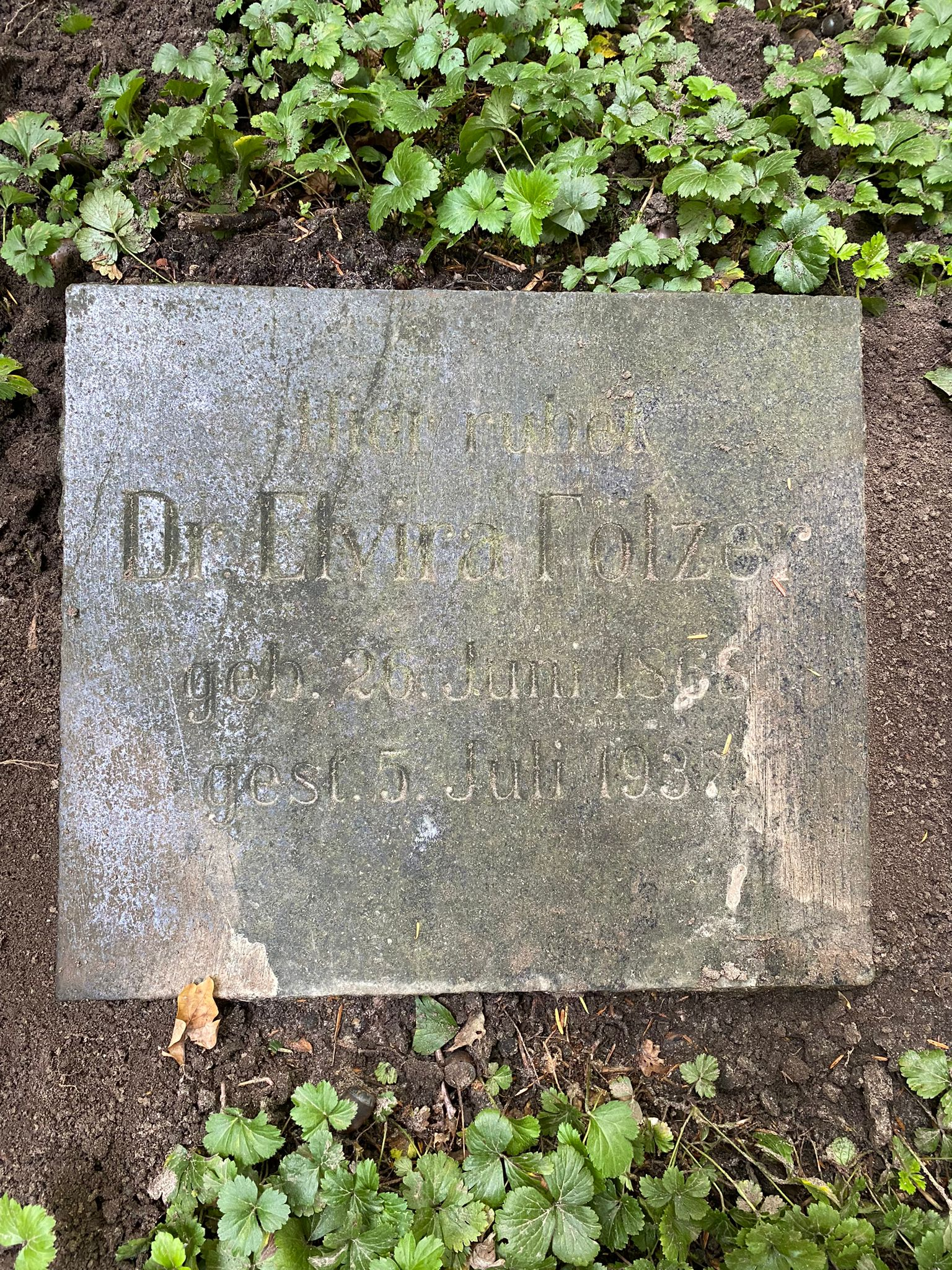
Kissenstein für Elvira Fölzer auf dem Friedhof Ohlsdorf

Fölzer bearbeitete zunächst vor allem die Funde, die sich seit Beginn der Kanalisation der Stadt Trier im Jahr 1899 angesammelt hatten. Nur wenig später bearbeitete sie die Trierer Terra Sigillata, sowohl die Neufunde wie auch die Altbestände. Einzig die Töpferstempel waren von ihrer Bearbeitung ausgenommen, da sich diese August Oxé vorbehalten hatte, sie jedoch nie publizierte. Seit 1907 konnte Fölzer mehrfach Studienreisen nach Süddeutschland und Frankreich unternehmen, wo sie die Bestände der Terra Sigillata aufnahm. Vielfach erhielt sie dafür originale Stücke oder Abgüsse. Seit 1909 musste sie vermehrt andere Arbeiten im Museum übernehmen, war sie doch die einzige Assistentin am Museum. Sie befasste sich mit den Kleinbronzen aus Trier und den Grabmälern aus Neumagen. Als 1911 und 1918 feste Direktorialassistentenstellen zu besetzen waren, wurden diese jedoch mit Männern besetzt. 1913 erschien ihre Arbeit zu Die Bilderschüsseln der ostgallischen Sigillata-Manufakturen. Für die Arbeit wurde Fölzer 1914 Korrespondierendes Mitglied des DAI. Sie war nach Margarete Bieber im Jahr zuvor erst das zweite weibliche Mitglied des DAI. Die Arbeit machte auch Hans Dragendorff auf Fölzer aufmerksam, der sie zunächst als Gastforscherin an die Römisch-Germanische Kommission nach Frankfurt am Main holte. Andere Forscher wie Robert Knorr waren ihr weniger gewogen und verzögerten Publikationen Fölzers aufgrund angeblich minderer Bedeutung für die Stadtgeschichte. Ihre Forschungen zur südgallischen Terra Sigillata wurden schließlich nicht mehr gedruckt, da sie nicht mehr aktuell waren. Schließlich musste sie 1916 das Museum verlassen. Danach arbeitete sie wohl als Lehrerin in Frankfurt, wo sie bis 1926 wohnte. Spätestens ab 1927 ist sie als Privatlehrerin in Berlin nachgewiesen. Seit Mitte des zweiten Jahrzehnts war Fölzer immer wieder krank und erholte sich nie wieder ganz, in den späten 1920er Jahren verschlechterte sich ihr Zustand. In den Berliner Adressbüchern erscheint sie zum letzten Mal 1928. Nach Unterlagen des Standesamtes in Köln verstarb sie 1937. Da dies dem DAI nicht bekannt war, wurde sie 1938 wie alle Juden aus dem DAI ausgeschlossen. Elvira Fölzer wurde in der Familiengrabstätte Dittmer/Radbruch auf dem Hamburger Friedhof Ohlsdorf beigesetzt (Planquadrat Y 10-56). Dort erinnert ein Kissenstein an sie.
Fölzer war eine der ersten Frauen in Deutschland, die sich in der Archäologie einen Namen machen konnten, jedoch ohne eine berufliche Position in diesem Fach zu erlangen. Ihr Buch zur ostgallischen Sigillata ist bis heute ein Standardwerk.